# 未来科学への招待
『未来科学への招待』（原題：Future Fantastic）は、1996年にBBC（英）、ラーニング・チャンネル（米）、プロジーベン（独）が共同制作した科学番組。オリジナル版は全9回だが、日本では全5回にまとめられたものを1998年1月からNHK衛星第1『BBCセレクション』（日曜 23:00 - 23:50）にて放映。その後、8月にNHK教育『知への旅』（土曜 23:45 - 24:29）でも同じく放映された。

## 概要
宇宙人やロボット、テレポーテーション、恒星間旅行、不老不死など、各回で取り上げるSFアイデアが未来においてどう実現するか、多数の研究者やSF作家らの意見をうかがうという内容。案内役を務めたのは『Xファイル』のFBI捜査官ダナ・スカリー役で知られる女優のジリアン・アンダーソン。科学番組の体裁をとりつつも擬似科学やUFOといったオカルトじみた話までもが一緒にされているのが特徴。
アイザック・アシモフ、アーサー・C・クラーク、ブルース・スターリング、ニール・スティーヴンスン、ラリイ・ニーヴン、ロバート・L・フォワード、グレッグ・ベア、グレゴリイ・ベンフォード、ジャック・ウィリアムスン、フレデリック・ポール、キム・スタンリー・ロビンスンといった著名なSF作家達が出演している。

## 第1回 宇宙人とのコンタクト
原題は Alien。1998年1月11日（NHK教育では8月1日）放送。
ALH84001、SETI計画、ドレイクの方程式、ボイジャーのゴールデンレコード、エリア51、カシミール効果、火星の人面岩、プロジェクト・ブルーブック、ロズウェル事件、ヒル夫妻誘拐事件、SF映画『惑星アドベンチャー スペース・モンスター襲来!』、グレイなどが取り上げられた。
冒頭ではSETIを扱うと思いきや、途中から唐突に「秘密基地」エリア51を見張り続けているという自称「研究家」ボブ・ラザーやUFO信者が出演、さらには「水に秘められた未知の力を取り出せた」という触れ込みで、「発明家」の2人組が単なるベニヤ板に高圧水で穴を開けるだけの「実験」が出てくるというような内容が番組内で展開された。サイエンスライターの金子隆一はSETIを扱った著書のあとがきでこの回について触れ、「まさに絵に描いたような、いわゆるトンデモ・ネタが次から次へと繰り出され、あまりの惨状に呆然とした筆者は、とうとう番組を最後まで見続けることができなかった」「この番組がSFファンに擬態したUFO信者によって作られたことが歴然としており、SFとUFOの関係性を立証する方向に、話が大きく偏向していた」と批判した。

### 日本語版スタッフ
- 平島和代、吉村直子、高橋久義、久保耕吾、山本玄一[2]

### 声の出演
- ジリアン・アンダーソン - 高島雅羅
- ストーリー・マスグレーブ（英語版）、H・G・ウェルズ（著書の朗読）、リチャード・ハル、ロバート・シェイファー、ジャック・コーエン - 大塚芳忠
- フランク・ドレイク、グレン・キャンベル、ロバート・L・フォワード、マイク・バーンズ - 金尾哲夫
- セス・ショスタック（英語版）、ボブ・ラザー、フランク・クロース（英語版）、リチャード・ヘインズ - 喜多川拓郎
- デイヴィッド・ビショフ（英語版）、アーサー・C・クラーク、ジョン・クルート（英語版） - 稲垣隆史
- ドン・バーリナー、ラザフォード、ピーター・グラノウ、エド・メイ - 藤本譲

## 第2回 ロボットとの共存
原題は I, Robot。1998年1月25日（NHK教育では8月8日）放送。

### 日本語版スタッフ
- 平島和代、山岸由美子、高橋久義、久保耕吾、山本玄一[2]

### 声の出演
- ジリアン・アンダーソン - 高島雅羅
- アイザック・アシモフ - 稲垣隆史
- ジョセフ・エンゲルバーガー - 金出武雄
- ジョー・ローゼン、マーク・ポーリン（英語版） - 沢木郁也
- マービン・ミンスキー - 仲木隆司
- ハンス・モラベック、ロドニー（ロッド）・ブルックス、セオドア・バーガー - 千田光男
- レッド・ウィッタカー（英語版）、D・ハンフリー、ブルース・スターリング - 荒川太郎

## 第3回 テレポーテーション 究極の旅
原題は Incredible Shrinking Planet。1998年2月1日（NHK教育では8月15日）放送。
ポール・モーラーによる回転翼をもつスカイカー、アブロ・カナダ社のアブロカー、ロシアの円盤型ジェット旅客機、イオンクラフト（リフター）、人工衛星からのマイクロ波ビームを使用するライトクラフト、量子テレポーテーション、ワームホールなどが紹介される中、「発明家」ブライアン・モッツによる太陽エネルギーを利用するというイオン推進飛行船や、トーマス・タウンゼント・ブラウンの「反重力フィールドで物体を浮かせる装置」（実際には空気分子のイオン流で浮上しているだけと考えるのが妥当との指摘がある）の紹介もあり、番組の姿勢が窺える。

### 日本語版スタッフ
- 志賀和泉、鈴木玲子、高橋久義、久保耕吾、山本玄一[2]

### 声の出演
- ジリアン・アンダーソン - 高島雅羅
- ジョン・クルート、ジョン・アンダーソン - 稲垣隆史
- ポール・モーラー、ジョン・マンキンス、フランク・クロース、J・ラニエー、ニール・スティーヴンスン - 荒川太郎
- ジム・パワーズ、ロバート・L・フォワード、フランクリン・ミード、ラリー・ニーヴン - 坂口進也
- D・ブッシュネル、レイク・ミラボー（英語版）、ジョン・ウォールデン、マーク・リボイ - 小室正幸
- ミチオ・カク、アントン・ツァイリンガー - 伊藤和晃
- キップ・ソーン

## 第4回 惑星への移住
原題は Starman。1998年3月1日（NHK教育では8月22日）放送。
月旅行から恒星間航行まで。ツィオルコフスキー、ゴダード、フォン・ブラウンといった人々と宇宙開発の歴史や、宇宙進出を推進する非営利団体アルテミス協会（Artemis Society）、ダイダロス計画、反物質推進、火星テラフォーミングについてなど。

### 日本語版スタッフ
- 志賀和泉、白石京子、高橋久義、久保耕吾、山本玄一[2]

### 声の出演
- ジリアン・アンダーソン - 高島雅羅
- ニック・アージェント、パトリック・コリンズ、クリス・マッケイ（英語版）、テイバー・マッカラム（英語版） - 荒川太郎
- アーサー・C・クラーク、ジョン・クルート、マーシャル・T・サベージ（英語版）、ロン・ミラー（英語版）、ジェラルド・スミス - 稲垣隆史
- 近藤陽次、レイ・ブラッドベリ、グレッグ・ベネット、パトリック・ムーア、ロバート・L・フォワード、ジャック・ウィリアムスン - 小山武宏
- フレデリック・ポール、ウェンデル・メンデル、ストーリー・マスグレイブ、アラン・ボンド、キム・スタンリー・ロビンスン - 大塚芳忠
- ジェーン・ポインター（英語版） - 田中敦子

## 第5回 不老不死への挑戦
原題：Immortal。1998年3月8日（NHK教育では8月29日）放送。
人体冷凍保存など。

### 日本語版スタッフ
- 志賀和泉、鈴木玲子、高橋久義、久保耕吾、山本玄一[2]

### 声の出演
- ジリアン・アンダーソン - 高島雅羅
- グレッグ・ベア、ジョン・クルート、シークフリード・ヘキミ、ラルフ・マークル、フランク・ティプラー - 稲垣隆史
- ジョー・ローゼン、マービン・ミンスキー、マイケル・ローズ、ロバート・エッチンガー、グレゴリー・ベンフォード、クリス・ギャレン - 大塚芳忠
- マーク・ポーリン、W・ゲーリング、R・エレンボーゲン、マックス・ムーア、スティーブ・ブリッジ、ブライアン・ステイブルフォード - 荒川太郎
- フランケンシュタイン博士の声、チャールズ・バカンティ、ブルース・スターリング、グリーンヒル、フランソワ・シャシュテル、マイク・テイラー - 伊藤和晃
- ナンシー・ムーア、グリーンヒル夫人 - 叶木翔子